# Francine Mariani-Ducray
Francine Mariani-Ducray, née le 7 octobre 1954 à Paris, est une administratrice française, conseiller d'État et présidente de Sciences Po Aix depuis 2017.

## Études
Elle est diplômée de l'Institut d'études politiques (IEP) de Paris en 1974.

## Carrière professionnelle
De 1979 à 1983, elle est administratrice civile au ministère de la Culture, avant d'obtenir un poste au Conseil d’État de 1983 à 1986.
De 1986 à 1988, elle est conseillère technique au cabinet de François Léotard, alors ministre de la Culture et de la Communication.
Administratrice déléguée au musée du Louvre de 1988 à 1991, elle devient sous-directrice des affaires financières et générales à la direction de l'administration générale de 1991 à 1993, puis directrice de l'administration générale de 1993 à 1998.
Depuis 1998, elle est inspectrice générale de l'administration des affaires culturelles, et chef du service de l'Inspection générale de l'administration des affaires culturelles de 1998 à 2001.
Elle remplit les fonctions de directrice des musées de France de 2001 à 2008,; dans ce cadre elle prête des collections du musée national de l'Orangerie pendant sa fermeture pour travaux.
Elle occupe également un siège d'administrateur de l’Établissement public de la Cité de la musique de 2006 à 2008.
En mai 2008, elle est nommée par décret conseiller d’État en service ordinaire. Elle est ensuite présidente du conseil d'administration de l'Académie de France à Rome de 2008 à 2011, et présidente du Conseil des ventes volontaires de meubles aux enchères publiques de 2009 à 2011. Elle rejoint le comité de pilotage de la fondation Culture et diversité en 2010.
De janvier 2011 à janvier 2017, elle est membre du Conseil supérieur de l'audiovisuel ,.
Depuis 2017, elle est la présidente de l'Institut d'études politiques d'Aix-en-Provence- Elle a été élue à ce poste à l'unanimité par le Conseil d'administration de l'établissement. Seule candidate à sa succession, elle est réélue à l'unanimité en 2018

## Décorations
- Chevalière de la Légion d'honneur. Elle est nommée chevalière le 31 décembre 2004[10].
- Officière de l'ordre national du Mérite. Elle est chevalière du 17 septembre 2002, puis est promue officière le 14 mai 2010[11].
- Commandeure de l'ordre des Arts et des Lettres. Elle est nommée commandeure le 2 août 1993[12].